# خديجة ساعد
خديجة ساعد (وُلدت في 24 أبريل 1967 بولاية باتنة في الجزائر) هي كاتبة جزائرية وناشرة وباحثة مختصة في اللسانيات والثقافة الأمازيغية، أحد مؤسسي شبكة أوال للكتاب بالأمازيغية في أوراس سنة 2014، كما أسست رفقة زوجها الهادي مزياني دارالنشر أنزار سنة 2015، والتي تختص بنشر الكتاب الأمازيغي في أوراس.
لها عدة مؤلفات منها: قاموس أمازيغي -عربي وكتاب بالعربية حول الطبونيميا الأمازيغية مكرس للأسماء والأماكن لمنطقة الأوراس بالجزائر وكتاب جماعي حول تاريخ منطقة سطيف.

## حياتها
ولدت في 24 أبريل 1967 في منطقة تكوت بالتحديد في قرية آيث سعذون الصغيرة بجبال زلاطو الشمالي (ولاية باتنة)،
كانت عضوة في مبكرا في «الجمعية الثقافية لبلدية تكوت» وعملت مع «جمعية أسيرم ن تكوكث»، شاركت في إصدار مجلة دورية تعنى بالثقافة الأمازيغية.
تشارك في عدة ملتقيات ومهرجانات وطنية ودولية مثل الملتقى الدولي حول تثمين التراث الثقافي اللامادي بتمنراست وتحدثت كثيرا حول إدراج مناسبة يناير كعيد وطني في الجزائر
2015 كُرمت مع أسماء أخرى لأعمالها في المجال المسرحي وإثراء الثقافة الأمازيغية خلال المهرجان الوطني للمسرح الأمازيغي بباتنة
شاركت بمداخلة في الملتقى الوطني عن الطوبونيميا الجزائرية: من المحلي إلى الوطني بجيجل سنة 2015.

## مؤلفات وإصدارات
اختصت بالكتابة في الأمازيغية، ومن مؤلفاتها:
1. ف قاموس شاوي-عربي أماوال يحتوى على 6000 كلمة في 2013 عن دار النشر ثيرا - بجاية[9][10][11][12]
2. الطبونيميا الأمازيغية (أسماء وأماكن من الأوراس) في 2018 عن دار النشر أنزار 300 صفحة و 365 تسمية[13][14][15][13]
3. الطوبونيميا الامازيغية – أسماء وأماكن من منطقة سطيف في إطار كتاب التاريخ الثقافي لمنطقة سطيف … المجال، الإنسان، التاريخ[16][17]